# Martino Bovollino
Martino Bovollino (Mesocco, XV Secolo – Cantù, 13 marzo 1531) è stato un letterato, notaio e poeta svizzero, primo poeta grigionese in lingua italiana.

## Biografia
Apparteneva a una famiglia di una certa agiatezza, poiché suo padre, ser Guglielmo, svolgeva la professione di costruttore, ricevendo incarichi persino da Gian Giacomo Trivulzio. Sembra che la sua prima professione fosse quella di notaio, esercitata almeno dal 1497, data a cui risale la sua prima attestazione, fino alla morte. I documenti da lui rogati, utili a ricostruirne la vita, sono conservati sia negli archivi mesolcinesi, sia nell'Archivio di Stato di Milano. Anche il figlio Lazzaro, dopo gli studi universitari a Friburgo, dietro raccomandazione di Erasmo, svolse la professione notarile in Mesolcina fino al 1551, anno in cui morì.
I suoi primi sonetti dedicati al Trivulzio, scritti in un volgare italiano venato di latinismi, vennero pubblicati a Milano nel 1519. I suoi scritti presentano delle affinità con l'opera di Gian Travers, di Zuoz, a riprova dei forti legami tra la parte romanciofona e quella italofona dei Grigioni. Entro l'anno successivo indirizzò un lungo scritto in volgare al marchese Gian Francesco Trivulzio, abiatico di Gian Giacomo, in cui lo ammoniva con dolcezza a seguire le orme del nonno e a dedicarsi a studi umanistici fin da giovane. Fra il 1523 e il 1524 e di nuovo nel 1530 venne inviato come ambasciatore della Repubblica delle Tre Leghe a Venezia, riuscendo a stringere un accordo d'amicizia con la Repubblica lagunare. Successivamente, fu vicario della Valtellina a Sondrio, tra il 1527 e il 1529, quando la valle apparteneva ancora alle Tre Leghe. I suoi ultimi incarichi diplomatici furono l'ambasceria dal papa Clemente VII, nel 1529, e la legazione a Milano nel 1531, in occasione della quale venne ucciso dagli scagnozzi di Gian Giacomo Medici, nei pressi di Cantù.
Martino Bovollino ebbe rapporti epistolari con uomini assai illustri del suo tempo, come Pietro Bembo ed Erasmo da Rotterdam.